# Phyllodonta ustanalis
Phyllodonta ustanalis är en fjärilsart som beskrevs av W. Warren 1897b. Phyllodonta ustanalis ingår i släktet Phyllodonta och familjen mätare. Inga underarter finns listade i Catalogue of Life.